# Novogrodek
Novogrodek (bělorusky Навагрудак, Navahrudak (v taraškevici Новагародак, Novaharodak); rusky Новогрудок, Novogrudok; polsky Nowogródek; litevsky Naugardukas) je historicky významné město v Hrodenské oblasti v západním Bělorusku. Žije zde 30 000 obyvatel.

## Dějiny
Novogrodek, centrum Černé Rusi, byl důležitým místem v době Velkoknížectví litevského – zde byl roku 1253 korunován první (a poslední) litevský král Mindaugas (1253–1263), který si město zvolil za své sídlo. Později byl Novogrodek centrem jednoho z vojvodství Polsko-litevské unie. V 19. století jeho význam upadl (nebyla sem ani zavedena železnice), přesto se po obnovení Polska stal opět sídlem vojvodství (1919–1939).